# 南射纹线坑
南射纹线坑（South Ray）是阿波罗16号宇航员从月球表面所拍摄笛卡尔高地上的一座小陨石坑，1973年该陨坑名被国际天文学联合会正式接受。
阿波罗16号”猎户座“号登月舱于1972年4月21日降落在北射纹线坑和南射纹线坑之间。宇航员约翰·杨和查尔斯·杜克驾驶月面考察车或月球漫游车，在三次舱外活动中探索了二座陨坑之间的区域，其中第二次舱外活动最接近南射纹线坑—位于着陆点南面3.9公里处的4号科考点（钦科坑），在那杜克用500毫米镜头相机拍摄了南射纹线坑。

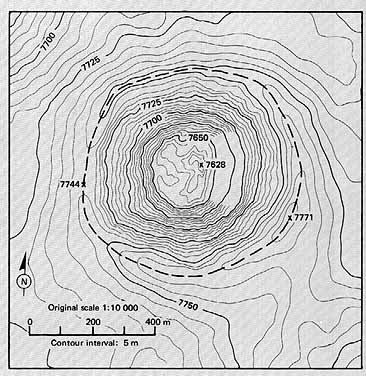
根据阿波罗16全景相机照片加工的南射纹线坑地形图，虚线表示陨坑边缘。

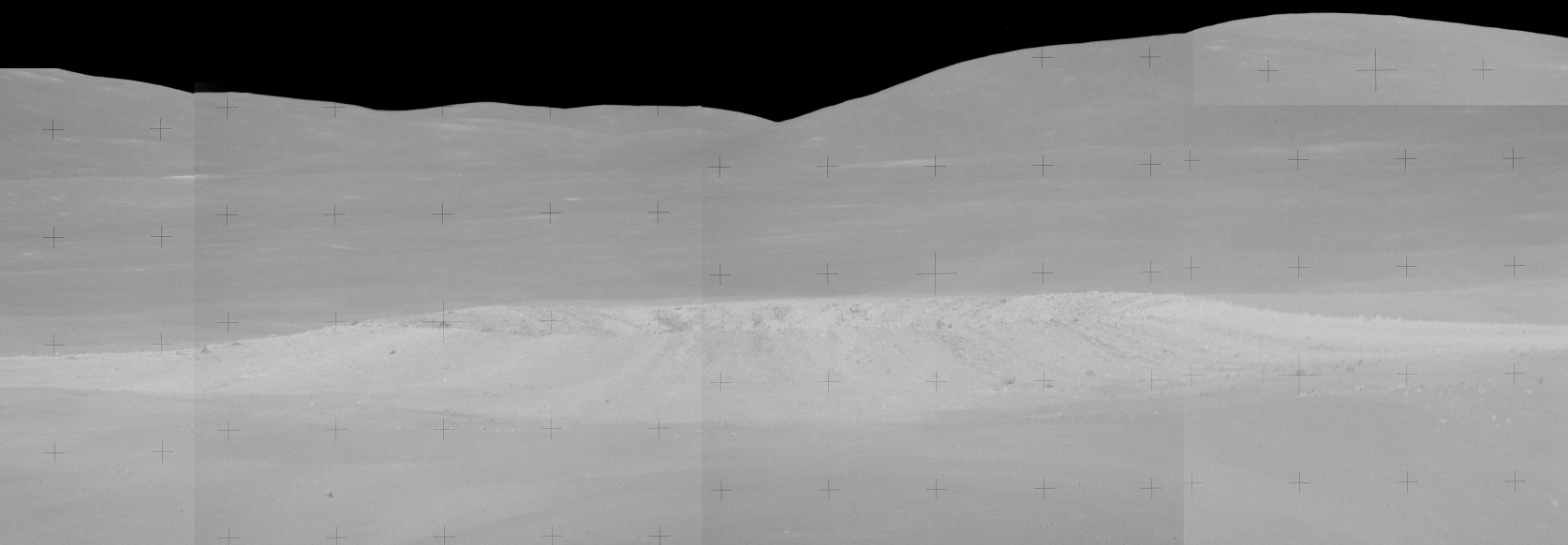
从位于斯通山上的4号科考点（钦科坑）拍摄的南射纹线坑全景图，面朝西南
。查尔斯·杜克在拍摄这幅全景照片时曾说：“我可以看到南侧边缘的内壁，还有它上面的某些特征：从内壁越过坑沿延伸出来的黑、白色条纹，这对我来说，那里有两种类型的岩石”。

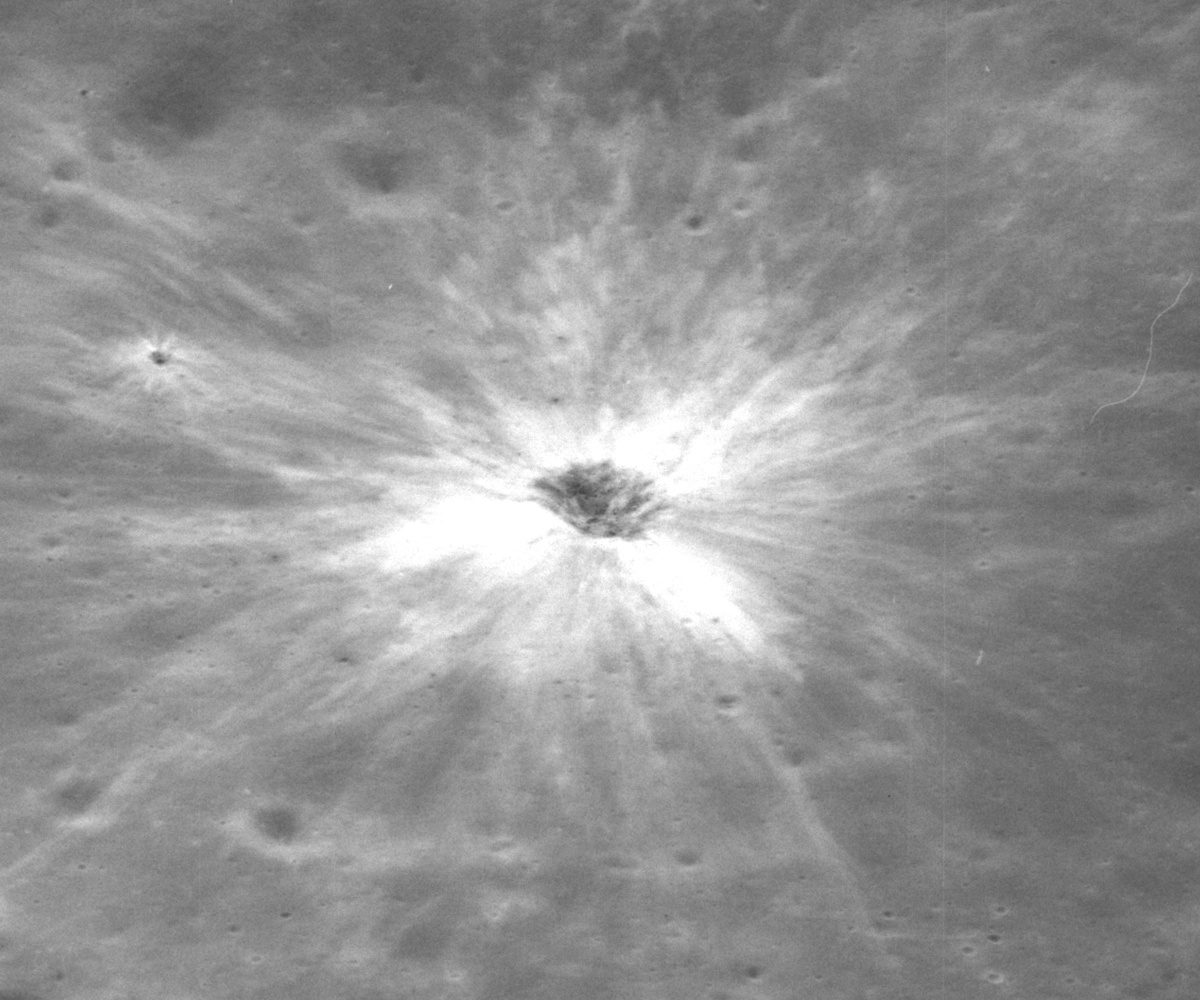
阿波罗14号拍摄的侧视图，面朝东。

南射纹线坑直径约700米，深约120米，带有明亮的射纹系统的喷出物。宇航员们观察到，南射纹线坑的喷出物全都是很大巨砾，他们报告说在那里很难或无法驾驶月球车。
南射纹线坑切入进雨海纪代的"凯利地层"(Cayley Formation )，陨坑自身则是非常年轻(哥白尼纪)。